# Икосианы
Икосианы — это некоммутативная алгебраическая система, обнаруженная ирландским математиком Уильямом Роуэном Гамильтоном в 1856 году. В современной терминологии он нашёл задание группы вращений икосаэдра с помощью генераторов и связей.
Открытие Гамильтона возникло из его попыток найти алгебру «троек» (3-кортежей), которые, как он верил, будут отражать оси координат. Икосианы можно отождествить с перемещениями по вершинам додекаэдра. Работа Гамильтона в этой области косвенно привела к гамильтоновым циклам и гамильтоновым путям в теории графов. Он также изобрёл игру «Икосиан» для иллюстрации и популяризации своего открытия.

## Неформальное определение

Стереографическая проекция додекаэдра, использованная для игры «Икосиан» Гамильтоном

Алгебра основывается на трёх символах, которые являются корнями из единицы, так что последовательное применение любого из них через некоторое число шагов приводит к единице. Это:
{\displaystyle {\begin{aligned}\iota ^{2}&=1,\\\kappa ^{3}&=1,\\\lambda ^{5}&=1.\end{aligned}}}
Гамильтон также дал другую связь между символами:
{\displaystyle \lambda =\iota \kappa .}
(В современных терминах, это (2,3,5) группа треугольника.)
Операция ассоциативна, но не  коммутативна. Она образует группу 60-го порядка, изоморфную группе вращений правильного икосаэдра или додекаэдра, а потому знакопеременной группе пятой степени.
Хотя алгебра существует как вполне абстрактное построение, её можно наглядно представить в терминах операций с вершинами додекаэдра. Гамильтон сам использовал плоское представление додекаэдра в качестве основы для игры.
Представим себе жука, ползущего вдоль определённого ребра додекаэдра (с помеченными вершинами) в определённом направлении, скажем, от {\displaystyle B} к {\displaystyle C}. Мы можем представить это как ориентированную дугу {\displaystyle BC}.

Геометрическое представление операции для икосианов

- Икосиан {\displaystyle \iota } приравнивается к изменению направления любого ребра, так что жук будет ползти от {\displaystyle C} к {\displaystyle B} (следуя направленной дуге {\displaystyle CB}).

- Икосиан {\displaystyle \kappa } приравнивается к вращению текущего направления жука против часовой стрелки вокруг конечной вершины. В нашем примере это означает изменение текущего направления {\displaystyle BC} на {\displaystyle DC}.

- Икосиан {\displaystyle \lambda } приравнивается к правому повороту в конечной точке, то есть переходе от {\displaystyle BC} к {\displaystyle CD}.

## Наследие
Икосианы являются одним из наиболее ранних примеров многих математических идей, включая:
- Представление и изучение групп с помощью генераторов и связей;
- Группа треугольника, позднее обобщена в группы Коксетера;
- Визуализация группы с помощью графа, приведшая к комбинаторной теории групп, а позднее к геометрической теории групп;
- Гамильтоновы циклы и пути в теории графов[3];
- dessin d'enfant[4][5] — смотрите dessin d'enfant: история[англ.] для деталей.